# Sinodo di Beth Lapat
Il sinodo di Beth Lapat (oggi Gundishapur, in Persia) si tenne nel 484. Convocato da Barsauma, vescovo metropolita di Nisibis, che lo presiedette, vi parteciparono alcuni vescovi dissidenti della Chiesa d'Oriente.

## Storia

### I precedenti
Nel 424 la Chiesa d'Oriente, riunita in concilio, sancì la propria indipendenza e la propria autonomia dottrinale. Nel 431 il concilio ecumenico di Efeso condannò il nestorianesimo. La Chiesa d'Oriente non riconobbe tale decisione. La Chiesa siro-orientale non aderì neppure alle decisioni prese al concilio di Calcedonia (451), che espresse la condanna del monofisismo. I re (shah) persiani si schierarono apertamente con la Chiesa nestoriana, garantendo protezione ai cristiani di tale fede (462).
Mentre si diffondeva in Persia il credo nestoriano, con il beneplacito di re Peroz I (457-484), il vertice della Chiesa d'Oriente manteneva la comunione con le chiese greca e latina.

### Decisioni del sinodo e loro conseguenze
Il sinodo fu convocato dal vescovo metropolita di Nisibi, il monaco nestoriano Barsauma. L'assemblea fu impegnata dapprima in discussioni teologiche: guidata da Barsauma stabilì di adottare la teologia duofisista, ovvero il nestorianesimo. Successivamente i vescovi presenti votarono la deposizione del capo della Chiesa d'Oriente, Mar Babowai e lui rispose scomunicandoli.
Peroz I morì nello stesso anno. Il successore Balash (484-488) scelse Acacio (Aqaq) come nuovo primate della Chiesa d'Oriente. Nel 485 convocò un sinodo a Beth Adrai in cui fu ristabilita l'unità tra i vescovi della Chiesa d'Oriente e i decreti di Beth Lapat furono annullati. L'anno seguente (486) Acacio convocò a Seleucia-Ctesifonte un concilio in cui fu ribadita la dottrina cristologica antiochena, fondata sugli insegnamenti di Teodoro di Mopsuestia.
A differenza del concilio di Seleucia-Ctesifonte del 486, gli atti del sinodo di Beth Lapat non fanno parte della documentazione ufficiale della Chiesa assira d'Oriente.